# Vicky Foxcroft
Victoria Jane Foxcroft (née le 9 mars 1977) est une femme politique du parti travailliste britannique qui est députée pour Lewisham Deptford depuis 2015.

## Jeunesse et carrière
Foxcroft obtient un baccalauréat ès arts en art dramatique et études commerciales à l'Université De Montfort entre 1996 et 2000.
Foxcroft est membre du Parti travailliste depuis au moins 1997 et siège au Forum politique national du Parti. De 2010 à mai 2014, elle est conseillère locale du quartier Brockley du conseil de Lewisham,.
En 2002, Foxcroft devient officier de l'Amalgamated Engineering and Electrical Union (AEEU), poursuivant ses fonctions avec la fusion de l'AEEU dans Amicus en 2001, et la fusion d'Amicus dans Unite the Union en 2007. Elle est chargée de recherche de 2002 à 2005, responsable politique de 2005 à 2009, et responsable du secteur financier de 2009 à 2015.

## Carrière parlementaire
Foxcroft se présente dans la circonscription de Lewisham Deptford pour le Parti travailliste aux élections générales de 2015. Elle l'emporte avec 60,25% des voix.
Foxcroft prononce son premier discours lors d'un débat sur le projet de loi écossais le 8 juin 2015, dans lequel elle cite les paroles de The Red Flag. Après la première élection de Jeremy Corbyn à la tête du parti travailliste en septembre 2015, Foxcroft est nommé whip.
Elle soutient Owen Smith lors des élections à la direction du Parti travailliste (Royaume-Uni) en 2016.
Foxcroft est réélue lors des élections générales anticipées de 2017 avec 77% des voix.
En juin 2019, Foxcroft est promue ministre fantôme de la société civile.
Foxcroft soutient Lisa Nandy lors des élections à la direction du Parti travailliste en 2020.
Elle soutient le maintien du Royaume-Uni dans l'UE au référendum de juin 2016 et vote contre le déclenchement de l'article 50 en février 2017.